# Roc Chabàs Llorens
Roc Chabàs Llorens (Dénia, 9 de maig de 1844 — Dénia, 20 d'abril de 1912) va ser un religiós i historiador valencià.

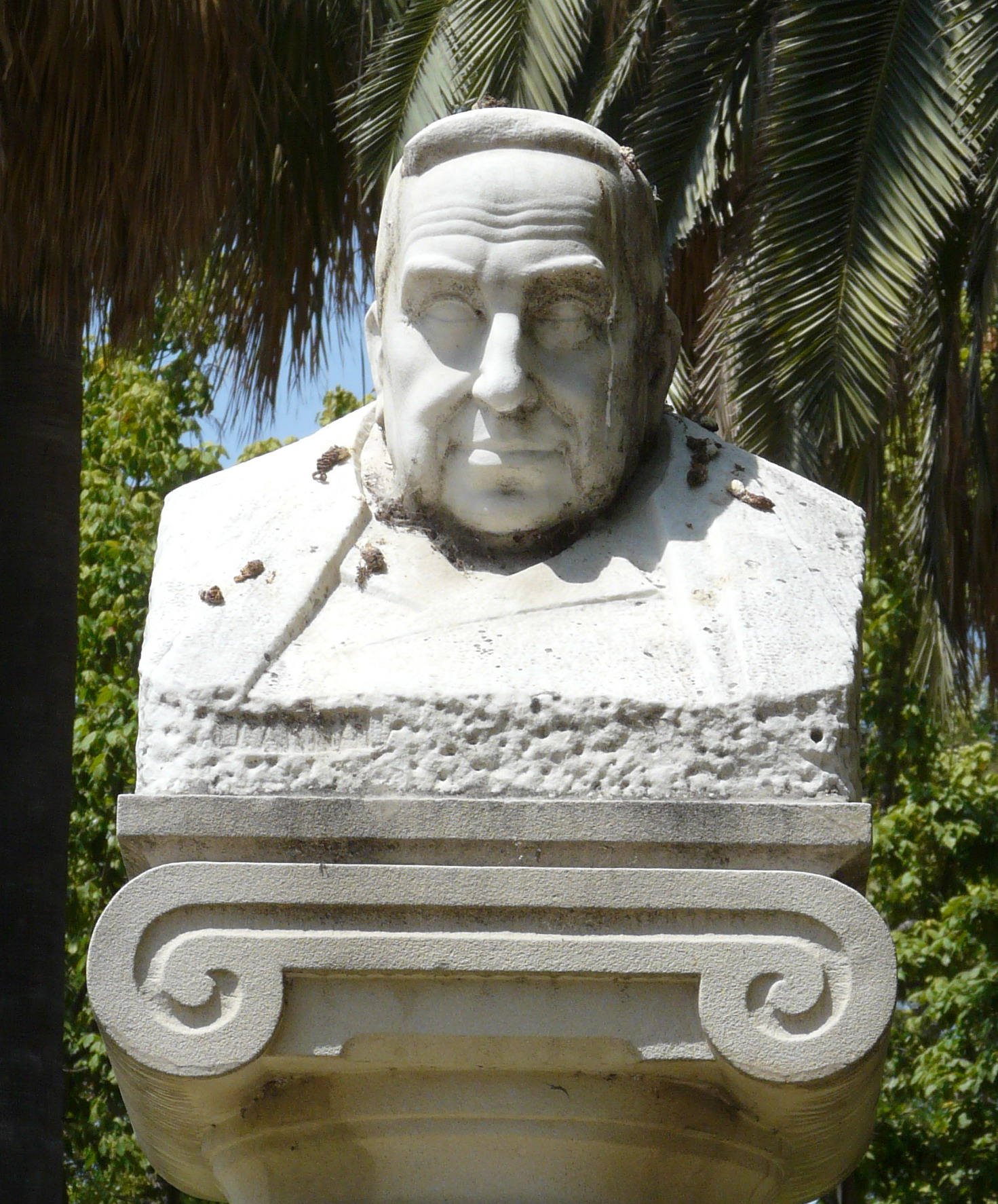
Bust de Roc Chabàs als jardins del Real de València

Va estudiar al Seminari de València, va graduar-se en Teologia l'any 1865 i va ser ordenat prevere l'any 1866. Va prestar serveis com a sacerdot a la seua ciutat natal, i després d'intentar obtenir una canongia a Alacant i Saragossa sense èxit, va obtenir la de la Catedral de València, on es va ocupar de l'arxiu durant tota la seua vida. Es va dedicar a la catalogació i estudi dels fons, que fins a la seua arribada estaven completament abandonats.
La seua primera publicació va ser una Historia de la ciudad de Denia (1874-1876), en la qual estableix la cronologia dels reis musulmans de la ciutat. A València va desenvolupar una àmplia activitat, servint-se de la seua privilegiada posició com a arxiver de la Seu. Els seus estudis van abastar la història medieval valenciana i la història de la diòcesi valentina. Des de 1891 va ser canonge arxiver de la catedral de València. Gràcies al seu interés es van publicar algunes obres de Josep Teixidor i Trilles (OP) considerat un dels historiadors més destacats del segle xviii.
L'any 1905 va publicar una edició crítica de L'Espill de Jaume Roig, que Marcelino Menéndez Pelayo va lloar com «la publicació més important que fins avui s'ha fet d'un text poètic català». Va fundar i dirigir la revista El Archivo (1888-1893) de ciències històriques i va ser un dels promotors dels Congressos d'Història de la Corona d'Aragó.
La seua obra publicada ateny els 120 títols entre llibres i articles. Els darrers anys de la seua vida els va dedicar a l'obra Episcopologio Levantino, amb el qual pretenia recollir les biografies dels prelats de l'arxidiòcesi de València, però que va deixar incompleta a la seua mort.
Se'l considera mestre de tota una generació d'historiadors valencians entre els quals cal citar a Josep Sanchis Sivera, Josep Martínez Aloy, Lluís Revest i Corzo, Josep Rodrigo Pertegàs, Lluís Tramoyeres, Francesc Almarche i Vicent Vives i Liern.
Va ser membre de la secció d'Arqueologia de Lo Rat Penat, de l'Acadèmia de Belles Arts de Sant Carles, de l'Acadèmia de Bones Lletres de Barcelona, de l'Academia de Bellas Letras de Sevilla i membre corresponent de la Reial Acadèmia de la Història.